# Ivan Dixon
Pour les articles homonymes, voir Dixon.
Ivan Dixon, né le 6 avril 1931 à New York et mort le 16 mars 2008 à Charlotte (Caroline du Nord), est un acteur et réalisateur américain.

## Biographie
Il est connu pour le rôle du sergent James Kinchloe dans la série télévisée Papa Schultz (Hogan's Heroes). Ivan Dixon y joua le rôle de Kinchloe de 1965 à 1970, faisant de lui le seul acteur de l'équipe originale à ne pas participer à la série tout entière (Papa Schultz se termina en 1971).
Ivan Dixon passa ensuite de nombreuses années (1970-1993) derrière la caméra pour des shows télévisés. Il met en scène notamment un épisode de Starsky et Hutch ("L'Appât, 1975) et 13 épisodes de Magnum entre 1982 et 1986.
Il est mort le 16 mars 2008 des suites d'une hémorragie cérébrale, à l'âge de 76 ans.

## Filmographie

### Acteur
- 1957 : Le Carnaval des dieux de Richard Brooks
- 1959 : Porgy and Bess d'Otto Preminger
- 1961 : Un raisin au soleil de Daniel Petrie
- 1961 : La Bataille de Bloody Beach d'Herbert Coleman
- 1964 : Un homme comme tant d'autres (Nothing But a Man) de Michael Roemer
- 1965 : Un coin de ciel bleu  de Guy Green
- 1969 : Where's Jack? de James Clavell
- 1970 : Trois Réservistes en java (Suppose They Gave a War and Nobody Came?) de Hy Averback
- 1971 : Pigeon d'argile (Clay Pigeon) de Tom Stern et Lane Slate
- 1976 : Car Wash de Michael Schultz
- 1986 : Perry Mason : Meurtre en direct de Ron Satlof (téléfilm)

### Réalisateur
- 1972 : Fureur noire (Trouble Man)
- 1973 : Notre agent de Harlem (The Spook Who Sat by the Door)
- 1975 : (Starsky et Hutch)